# Idaea opsitelea
Idaea opsitelea là một loài bướm đêm trong họ Geometridae.